# Saint-Roch (Indre-et-Loire)
Saint-Roch település Franciaországban, Indre-et-Loire megyében. Lakosainak száma 1335 fő (2022. január 1.). Saint-Roch Semblançay, Charentilly, Fondettes, Luynes és Pernay községekkel határos.

## Népesség
A település népessége az elmúlt években az alábbi módon változott:
| Lakosok száma | 223  | 535  | 853  | 1168 | 1278 | 1270 | 1255 | 1254 | 1281 | 1335 |
|               | 1968 | 1982 | 1990 | 2006 | 2013 | 2015 | 2017 | 2019 | 2020 | 2022 |